# Praise Abort
Praise Abort è un singolo del supergruppo tedesco/svedese Lindemann, pubblicato il 29 maggio 2015 come primo estratto dal primo album in studio Skills in Pills.

## Video musicale
Il videoclip, diretto da Zoran Bihać, è stato presentato il 28 maggio 2015 ed è di carattere NSFW, con Till Lindemann e Peter Tägtgren emulare rapporti sessuali e masturbazione.

## Tracce
Testi di Till Lindemann, musiche di Peter Tägtgren.
CD singolo
1. Praise Abort – 4:43
2. Praise Abort (Clemens Wijers Remix) – 4:41
3. Praise Abort (Ostblockschlampen Remix) – 4:18
4. Praise Abort (Hedberg & Larsson Remix) – 4:22
5. Fat (Jonas Kjellgren Remix) – 3:02
6. Fat (Oliver Huntemann Electronica Mix) – 4:21

Download digitale – Remixes
1. Praise Abort (Clemens Wijers Remix) – 4:41
2. Praise Abort (Ostblockschlampen Remix) – 4:18
3. Praise Abort (Hedberg & Larsson Remix) – 4:22
4. Fat (Jonas Kjellgren Remix) – 3:02
5. Fat (Oliver Huntemann Electronica Mix) – 4:21

## Formazione
Gruppo
- Till Lindemann – voce
- Peter Tägtgren – strumentazione, arrangiamenti orchestrali

Altri musicisti
- Clemens Wijers – arrangiamenti orchestrali aggiuntivi
- Pärlby Choir – coro

Produzione
- Peter Tägtgren – produzione, ingegneria del suono
- Jonas Kjellgren – registrazione della batteria
- Stefan Glaumann – missaggio
- Svante Forsbäck – mastering
- Jacob Hellner – post-produzione
- Tom van Heesch – montaggio post-produzione

## Classifiche
| Classifica (2015) | Posizione massima |
| ----------------- | ----------------- |
| Germania          | 42                |